# 1945 في سلوفاكيا
فيما يلي قوائم الأحداث التي وقعت خلال عام 1945 في سلوفاكيا.

## سياسة

### انتهاء فترة المنصب
- 3 أبريل – جوزيف تيسو رئيس سلوفاكيا.

## مواليد

### مارس
- 16 مارس – فويتخ كريستوف

### أبريل
- 23 أبريل – فلاديمير هريفناك لاعب كرة قدم سلوفاكي.[1]

### أغسطس
- 29 أغسطس – كاول يوكل لاعب كرة قدم سلوفاكي.[2]

## وفيات

### أغسطس
- 30 أغسطس – ألفريد شافر (مواليد 1893)